# Gert Wieczorkowski
Gert Wieczorkowski (auch Gerd Weczorkowski; * 24. Juli 1948 in Hamburg; † 10. Januar 2021 ebenda) war ein deutscher Fußballspieler.
Von 1970 bis 1974 spielte Wieczorkowski für den FC St. Pauli in der Regionalliga Nord. Er debütierte dort am 6. September 1970, dem 4. Spieltag der Saison 1970/71 im Heimspiel gegen Arminia Hannover (0:1). Während er in seiner ersten Spielzeit nur vier Einsätze zu verzeichnen hatte, avancierte er in den drei folgenden Spielzeiten zum Stammspieler bei den Hamburgern und absolvierte insgesamt 104 Einsätze in der damals zweitklassigen Regionalliga Nord sowie alle 24 Partien in der Austiegsrunde zur Bundesliga, die die Hamburger in dieser Periode absolvierten (ohne dabei einmal aufzusteigen). Zur Saison 1974/75 wechselte Wieczorkowski in die Bundesliga zu Rot-Weiss Essen, wo er fünf Spielteiten lang aktiv war. Sein größter Erfolg mit RWE war das Erreichen des achten Tabellenrangs in der Bundesliga in der Saison 1975/76. 1977 stieg er mit den Essenern in die 2. Bundesliga Nord ab. Er hatte bis dahin 101 Bundesligaspiele (7 Tore) für RWE bestritten. Nach dem Abstieg spielte Wieczorkowski noch bis Ende Oktober 1978 bei Rot-Weiss Essen in der 2. Bundesliga Nord und bestritt 39 Spiele (5 Tore) in dieser Spielklasse, bevor er nach Nordamerika wechselte. Von 1979 bis 1987 spielte er dort u. a. mit Volkmar Groß, Bernd Gersdorff und dem späteren mexikanischen Weltstar Hugo Sanchez für die San Diego Sockers in der North American Soccer League und Major Soccer League, wo er 1983 und 1985 jeweils den Meistertitel sowie 1982 und 1984 die Hallenmeisterschaft (NASL Indoor Championships) gewinnen konnte. In der Saison 1978/80 spielte er außerdem – ebenfalls an der Seite von Hugo Sanchez – für einige Spiele als Leihspieler bei Club Universidad (UNAM) in der mexikanischen Profiliga. Wieczorkowski war außer für seine Defensivqualitäten auf dem Fußballplatz besonders für seinen auffällig buschigen Schnauzbart bekannt. Er starb Anfang Januar 2021 im Alter von 72 Jahren in seiner Geburtsstadt Hamburg.